# Mort de la famille Hart
 (juin 2020).
Le contenu est difficilement compréhensible vu les erreurs de traduction, qui sont peut-être dues à l'utilisation d'un logiciel de traduction automatique.
En mars 2018, en Californie, Jennifer et Sarah Hart ont tué leurs six enfants adoptifs, après avoir commis sur eux des actes de maltraitance, en conduisant le 4x4 familial du sommet d'une falaise dans le vide,,,,, .

## Contexte
Jennifer Jean Hart, surnommée Jen, était originaire de Huron (Dakota du Sud) et Sarah Margaret Hart (née Gengler), de Big Stone City (Dakota du Sud),. Elles sont toutes deux nées en 1979. Jennifer Hart a fréquenté le lycée Huron dans le Dakota du Sud et Sarah Gengler a fait ses études secondaires dans le Minnesota. Certains ont affirmé que Sarah Gengler était native d'Ortonville dans le Minnesota, à proximité de Big Stone City. Jennifer Hart et Sarah Gengler ont fait leurs études à l'Université de Northern State. Préalablement, Sarah Gengler avait étudié pendant un trimestre à l'Université du Minnesota, Twin cities et Jennifer Hart avait commencé ses études à l'Université Augustana (en). Elles avaient toutes les deux choisi d'étudier l'enseignement élémentaire, Sarah Gengler se spécialisant dans l'enseignement pour enfants handicapés. Seule Sarah Gengler a obtenu son diplôme en 2002, et Jennifer Hart a alors quitté le monde universitaire.   
Leur relation a commencé pendant qu'elles étaient étudiantes à l'université. Sur Facebook, Jennifer Hart a affirmé qu'elles cachaient leur homosexualité et qu'après avoir fait leur coming out, elles ont fait face à de l'ostracisme. Ceci les incita à déménager à Alexandria dans le Minnesota et successivement à West Linn (Oregon) et Woodland (État de Washington), où elles vivaient à l'époque de leur « accident » de voiture. Elles ont eu six enfants. En 2005, Sarah Gengler a demandé au tribunal local de changer son nom de famille pour adopter celui de sa partenaire. Leur mariage a eu lieu en 2009 dans le Connecticut. À l'époque, le mariage homosexuel n'était pas légal dans tous les états des États-Unis. Jennifer Hart a eu divers emplois jusqu'en 2006, période à laquelle, elle est devenue mère au foyer, Sarah Hart ayant un poste de gérante dans un grand magasin Herberger à Alexandria et ultérieurement chez Khol's à Hazell Dell (État de Washington). L'État du Texas versait à la famille des allocations pour les enfants. Approximativement, la moitié de leurs revenus venait de ces allocations. 
Avant d'adopter leurs six enfants, Jennifer et Sarah Hart étaient parents d'accueil d'une jeune fille âgée de 15 ans. Une semaine avant l'arrivée des autres enfants, Sarah et Jennifer Hart l'ont laissée chez un thérapeute pour un rendez-vous. Celui-ci a informé la jeune fille que les Hart ne reviendraient pas la chercher, invoquant une incompatibilité. 
Les adoptions d'Abigail née en 2003, d'Hannah Jean, née en 2002 et de Markis Hart, né en 1998 ont eu lieu dans le comté de Colorado au Texas le 4 mars 2006. Les droits des parents biologiques ont été révoqués par un tribunal dans le Comté de Harris au Texas au mois d'août et l'adoption officielle  a eu lieu en septembre. En juin 2008, il y a eu trois adoptions supplémentaires : Ciera Maija, née en 2005, Jeremiah, né en 2004 et Devonte en 2002. Les trois enfants venaient de Houston. Leur mère biologique avait perdu ses droits de garde à cause de son addiction au crack. Chaque enfant avait un père biologique différent. Ils avaient été confiés à une tante sous la condition qu'ils n'aient aucun contact avec leur mère mais une assistante sociale avait découvert que la tante permettait à la mère des enfants de s'en occuper occasionnellement. De ce fait, la tante a perdu son droit de garde temporaire. Elle a cherché à obtenir la garde permanente des enfants mais cette demande a été rejetée par le tribunal. Le nom de Cierra a par la suite été épelé Sierra mais le changement n'est jamais devenu officiel.        
Avant les meurtres, à l'âge de 12 ans, Devonte Hart avait connu un moment de célébrité nationale, lorsqu'il avait été photographié étreignant un policier pendant les manifestations de Ferguson. Ce moment a été défini comme une « accolade ressentie à travers le monde ».
Jennifer Hart était très active sur les réseaux sociaux et utilisait Facebook pour présenter l'image d'une famille chaleureuse et heureuse ainsi que pour partager ses idées à propos de l'ethnicité, de la politique et aussi des excursions faites en famille. Ceci contribuait à masquer certains problèmes de la famille. Une allégation de maltraitance concernant les enfants est apparue sur Facebook en 2013 : « Les enfants présentent l'image d'une famille nombreuse heureuse sur les photos et après la prise ils redeviennent inertes ». Cela eut un impact sur Jennifer concernant son utilisation de Facebook.

### Accusations de maltraitance sur les enfants

#### Minnesota
En 2008, alors que la famille vivait dans le Minnesota, Hannah Hart a été aperçue avec des ecchymoses sur le bras gauche, lorsque son professeur lui a demandé la cause de ceci, elle a répondu que Jennifer Hart l'avait frappée avec une ceinture. En l'espace de six mois, les six enfants quitteront l'école publique pour un an. Abigail Hart a déclaré avoir de petites blessures sur son dos et sur l'estomac. La cause de cet incident aurait été le fait qu'Abigail avait trouvé un centime mais ni Sarah ni Jennifer Hart ne la croyaient. Selon Abigail, pour la punir, sa tête a été mise sous l'eau froide pendant que Jennifer Hart la frappait et lui donnait des coups de poing. Après l'intervention des autorités, les enfants ont affirmé qu'ils recevaient des fessées constamment et qu'ils manquaient de nourriture. Sarah Hart a assumé ses responsabilités pour les mauvais traitements, a plaidé coupable et a été condamnée à effectuer des travaux d’intérêt général pendant un an. Pendant cette période, Abigail et d'autres membres de la fratrie ont été scolarisés à l'école élémentaire de Woodland et les autres dans diverses écoles publiques d'Alexandria.
Un an plus tard, Hannah a déclaré à une infirmière de son école ne rien avoir mangé de la journée. Sarah a répondu « Elle joue la carte de la nourriture, donnez-lui de l'eau tout simplement ». À partir de cette période, les six enfants ont été retirés des écoles publiques pour être dorénavant scolarisés à la maison.

#### Oregon
En 2013, les autorités dans l'Oregon avaient commencé leur propre enquête au sein de la famille Hart, après avoir été informées des allégations ayant eu lieu dans le Minnesota. Il y avait dans cette enquête des entretiens individuels avec chaque membre de la famille et aussi avec des personnes connaissant la famille.
Des entretiens avec deux amis de la famille ont dévoilé de nouvelles accusations. Selon ces personnes, les enfants devaient lever la main avant de parler, n'avaient pas le droit d'échanger des vœux pour leurs anniversaires et ne pouvaient pas rire à table. D'autres témoignèrent que les enfants mangeaient très mal et paraissaient petits pour leur âge, semblaient avoir une « peur bleue » de Jennifer Hart et se comportaient « comme des robots »,.
Une personne amie de la famille a déclaré que Jennifer Hart avait commandé une pizza pour les enfants, chacun avait seulement le droit d'avoir une petite tranche. Lorsque Jennifer Hart a vu qu'il n'y avait plus de pizza, elle a puni les enfants en les privant de petit déjeuner et en les obligeant à rester au lit pendant cinq heures.
Cependant, les entretiens avec les enfants ne révélèrent aucun nouveau cas de maltraitance et ne mentionnèrent aucun des évènements ayant eu lieu dans le Minnesota. Pendant l'entretien avec Jennifer Hart, celle-ci a déclaré que les problèmes de famille rencontrés découlaient de l'intolérance des autres envers deux mères homosexuelles ayant six enfants noirs. En fin de compte, l'enquête n'a pas pu déterminer si les mères étaient coupables de quelque chose ou s'il y avait une « menace pour la sécurité ».

#### Washington
La famille a déménagé en 2017 à Woodland, ayant pour voisins la famille DeKalb. Pendant le mois d'août Hannah Hart a sauté de la fenêtre de sa chambre vers 1h30 pour contacter les DeKalb, leur expliquant : « Je ne veux pas retourner chez elles, elles sont racistes et elles nous maltraitent ». Peu de temps après, Jennifer et Sarah Hart ont retrouvé Hannah et l'on ramenée à la maison. Ultérieurement, Jennifer Hart a essayé d'expliquer ceci en disant que Hannah mentait, que parfois les enfants se conduisaient mal parce que c'était des « enfants de la drogue » et que la mère biologique de Hannah était bipolaire.
La famille DeKalb ont commencé également à communiquer avec Devonte Hart après cet incident. Il les suppliaient continuellement de lui donner de la nourriture et aussi de ne pas mentionner ses demandes à Jennifer Hart. Plus tard, il leur dit que ses mères leur supprimaient la nourriture comme  moyen de punition et qu'ils étaient « parfois » maltraités. Les DeKalb décidèrent de dénoncer les Harts aux services de protection de l'enfance pour cette raison ainsi que pour l'incident précédent concernant Hannah. Les assistants sociaux ont tenté à deux reprises de contacter les Hart, le 23 mars 2018, trois jours avant l'accident et le 26 mars 2018, le jour même,.
On a signalé au cours d'un rapport établi à la suite de l'accident que Sarah Hart avait dit à un collègue de travail pendant « une conversation concernant les enfants » qu'elle aurait aimé qu'on lui dise que c'était acceptable de ne pas avoir une grande famille, par conséquent elle et Jennifer n'auraient pas adopté les enfants.

## Les meurtres
Le 26 mars 2018, un lundi, Jennifer et Sarah Hart et six de leurs enfants sont morts. Jennifer Hart a conduit leur véhicule, un Chevrolet Suburban, et franchi une falaise le long de l'autoroute (Highway 1) dans le comté de Mendocino en Californie, aux environs de Westport. Jennifer et Sarah Hart, toutes deux âgées de 38 ans, assises à l'avant du véhicule, sont mortes. Les corps de cinq des enfants : Hannah, 16 ans, Jeremiah 14 ans, Abigail 14 ans, et Ciera 12 ans, ont été retrouvés à proximité du véhicule. Le corps de Devonte, âgé de 15 ans au moment des faits, n'a pas été retrouvé. Un juge du tribunal de grande instance a déclaré qu'il était dans la voiture pendant l'accident. Un certificat de décès a été signé le 3 avril 2018.
Les autorités chargées de l'enquête ont conclu que l'on avait intentionnellement conduit le véhicule dans le vide. L'enquête a conclu qu'il s'agissait d'un cas de meurtres-suicides. Un jury de 14 personnes assistant le coroner a décidé à l'unanimité que la destruction du véhicule et de ses occupants était délibérée. Le jury, composé de 8 femmes et de 6 hommes a débattu pendant approximativement une heure. Une enquête a eu lieu uniquement pour trouver les causes du décès et non pour déterminer des responsabilités relevant du domaine de responsabilités civiles et criminelles.
Les tests toxicologiques ont révélé que Jennifer Hart avait à l'heure de l'accident dépassé le taux d'alcool autorisé. Ils ont aussi démontré que Sarah Hart et deux de leurs enfants avaient de la diphénhydramine dans l'organisme. Avant l'accident, Sarah Hart avait fait des recherches sur Google concernant le médicament Benadryl, les refuges ne tuant pas les animaux et le processus de la noyade.

## Les suites
La famille de Jennifer Hart avait prévu une cérémonie commémorative mais un membre de la famille a déclaré qu'elle n'avait finalement pas eu lieu.

## Film
Un documentaire sur l'affaire a été réalisé par 1091 Media le 7 avril 2020. Il a pour titre : A Thread of deception: the Hart Family Tragedy (« Un fil de tromperie : la tragédie de la famille Hart »).
Le premier épisode de la saison 3 d’Atlanta s’inspire énormément de cet événement.